# 旧神谷伝兵衛稲毛別荘
旧神谷伝兵衛稲毛別荘（きゅうかみやでんべえいなげべっそう）は、千葉県千葉市稲毛区稲毛1-8-35 千葉市民ギャラリー・いなげ内にある西洋館。地上2階・地下1階建で、1918年（大正7年）に実業家の神谷傳兵衛（神谷伝兵衛）の来賓用別荘として建てられた。

## 歴史

### 別荘の建築

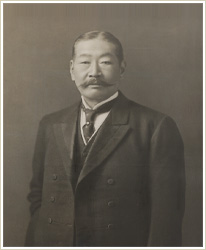
神谷傳兵衛

神谷は東京・浅草の神谷バーや茨城県牛久市の牛久シャトーの創設者であり、「日本のワイン王」として知られる人物である。近代の稲毛海岸は保養地として知られる地域であり、1888年（明治21年）には稲毛海気療養所（後の旅館「海気館」）とともに千葉県初の海水浴場が開設された場所でもある。1899年（明治32年）9月13日に総武鉄道（現・JR総武本線）稲毛駅が開設されると、海水浴や潮干狩りを目的とする観光客でにぎわうようになり、旅館や別荘の建設も相次いだ。

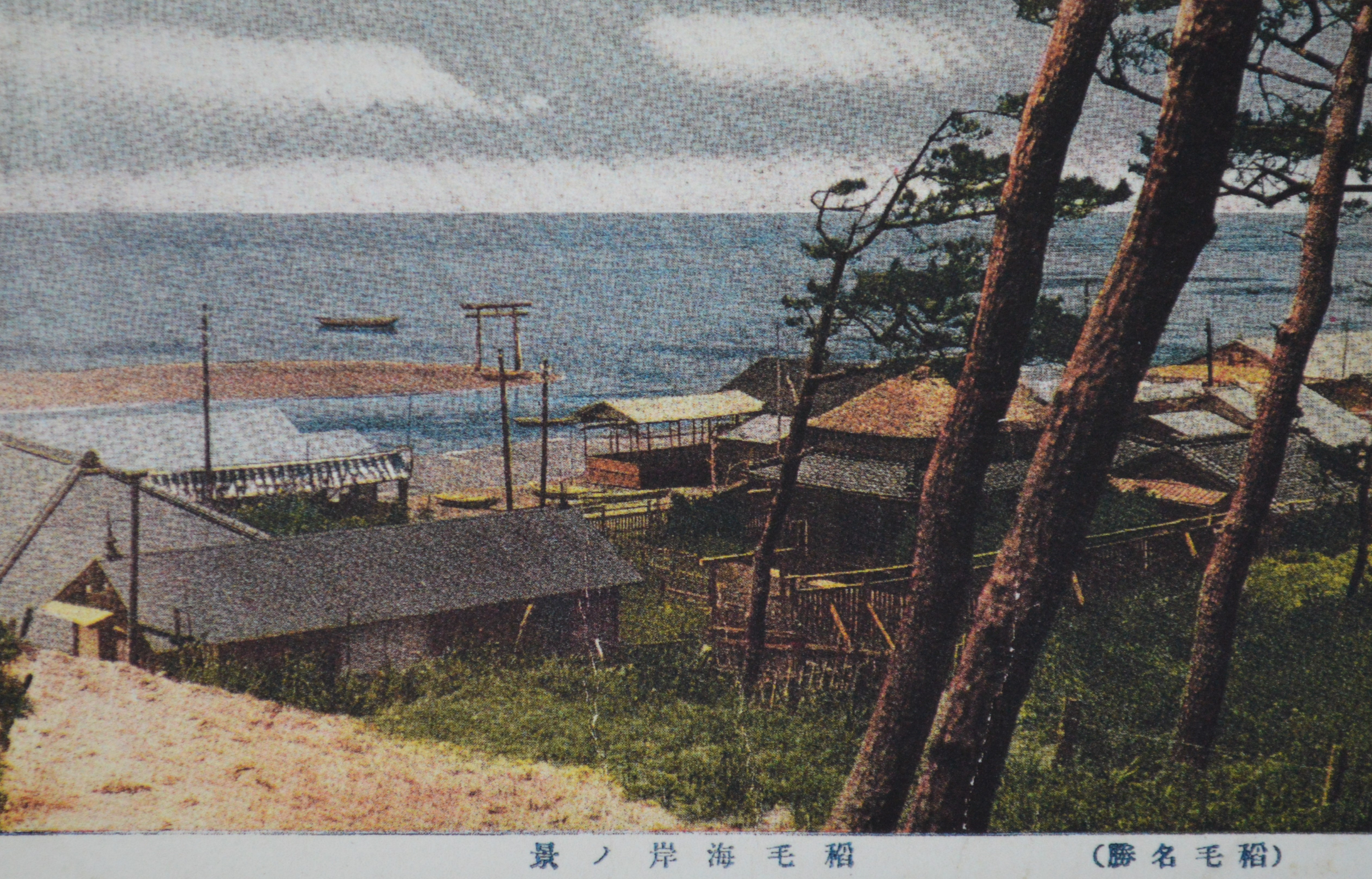
稲毛海岸

1917年（大正6年）、還暦を過ぎていた神谷傳兵衛は静養を目的として、千葉県千葉郡検見川町の稲毛海岸で別荘の建築に着手。1918年（大正7年）に西洋館の稲毛別荘が建てられた。鉄筋コンクリート造（RC造）の優位性が認識される関東大震災前の建築物であり、全国的に見て早い時期のRC造建築物であるとともに、千葉市に現存する最古のRC造建築物である。
1921年（大正10年）には京成千葉線京成稲毛駅も開業し、東京から稲毛海岸へのアクセスがより円滑になった。神谷傳兵衛は春に稲毛別荘を訪れて庭園のツツジを鑑賞し、夏の海水浴の時期にも稲毛別荘で過ごした。

### 神谷傳兵衛の死後

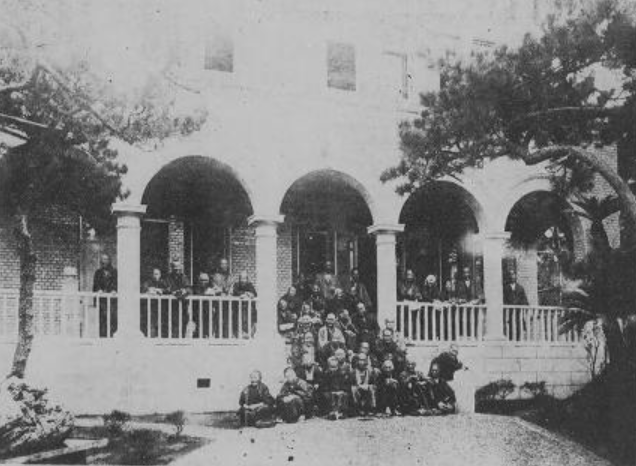
大正時代の稲毛別荘

神谷傳兵衛は1922年（大正11年）に死去しており、稲毛別荘が建ってから過ごした期間は短かった。翌1923年（大正12年）9月1日に発生した関東大震災では千葉県下でも被災が相次いだが、神谷の別荘は倒壊を免れた。
かつては稲毛別荘の眼下に東京湾が広がっていたが、1960年代以降の埋め立てによって海岸線が南進し、現在の海岸線は稲毛別荘から2.5kmも離れた場所にある。
1941年（昭和16年）、東條かつ子（東條英機陸軍大臣の妻）と木村可縫（木村兵太郎陸軍次官の妻）が稲毛別荘を訪れた。1941年（昭和16年）頃から1942年（昭和17年）頃、満州帝国皇帝愛新覚羅溥儀の妹である四格姫夫妻と子ども、五格姫夫妻と子どもが稲毛別荘で暮らした。なお、1937年（昭和12年）から1938年（昭和13年）には溥儀の弟である愛新覚羅溥傑が稲毛で暮らしているが、関連は不明である。
太平洋戦争の戦局が悪化した1943年（昭和18年）には、2代目神谷傳兵衛の娘である田島栄子一家が浅草から稲毛別荘に疎開した。戦後の1945年（昭和20年）から1950年（昭和25年）には進駐軍に接収され、米軍将校の居宅として利用された。神谷家は隣にある和館に暮らしており、接収された洋館とは白い柵で仕切られたが、米軍将校が日本赴任に連れてきた娘と神谷家の姉妹は仲良くなり、ビニールプールで一緒に遊んだという。この時期には洋館の西側にキッチン、食堂、メイド部屋2室などが増築された。

### 保存と活用

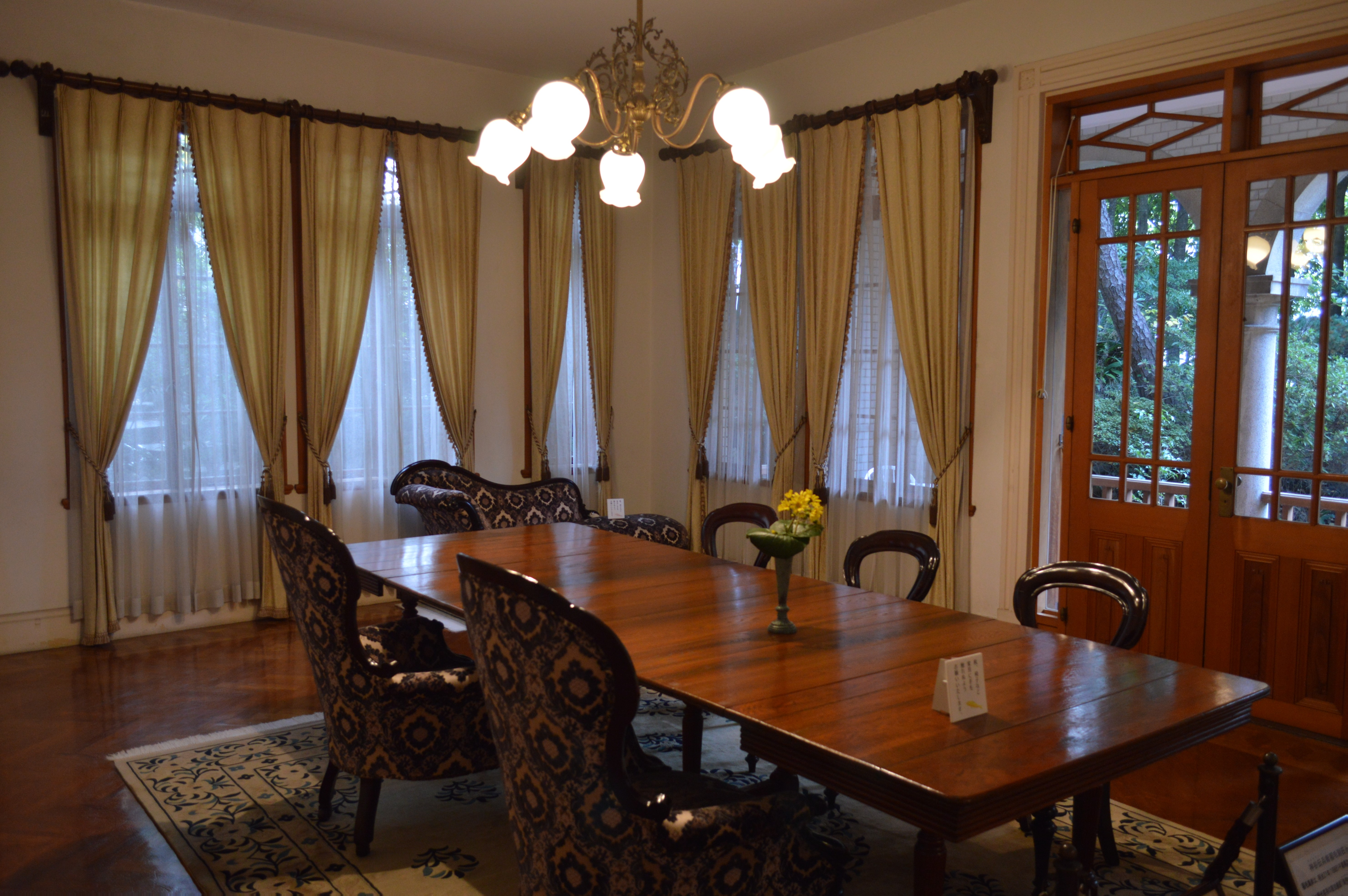
1階の洋室

1964年（昭和39年）には和館が取り壊され、1965年（昭和40年）には跡地に製パン会社である川島屋の社員寮が建てられた。1984年（昭和59年）には川島豊治から千葉市役所に対して稲毛別荘が寄贈された。1988年（昭和63年）11月、旧社員寮を用いて千葉市民ギャラリー・いなげが開館した。
1989年（平成元年）から1990年（平成2年）には千葉市が稲毛別荘の保存修理を行い、1997年（平成9年）5月7日には国の登録有形文化財に登録された。2011年（平成23年）3月11日の東日本大震災では漆喰壁が落下する被害があった。2018年（平成30年）から2020年（令和2年）にかけて耐震補強工事が行われた。
京成稲毛駅から稲毛別荘に向かうせんげん通り商店街には、電気ブランや牛久シャトーのワインケーキを販売する店舗もある。

## 建築

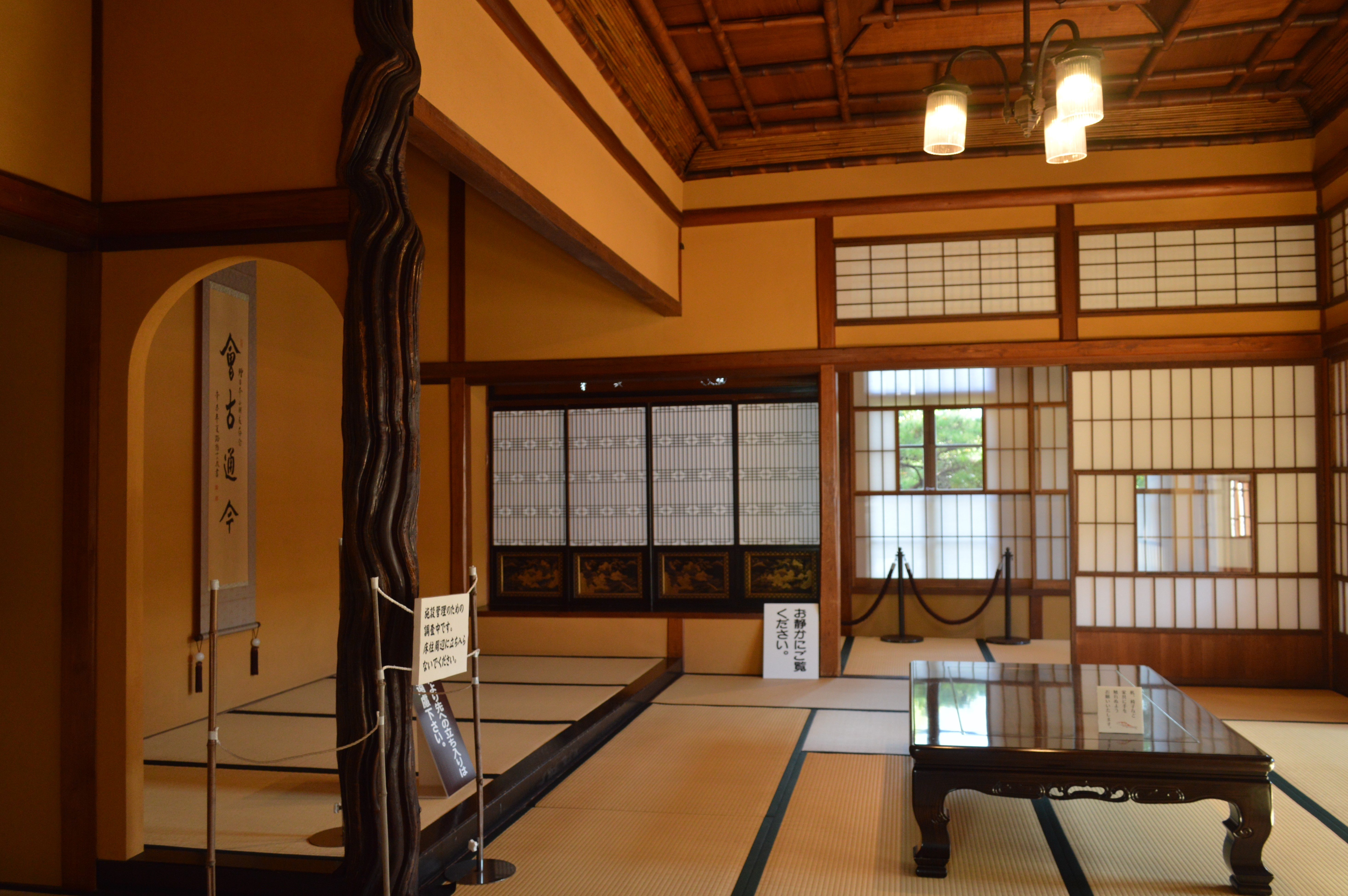
2階の和室

かつては母屋である和館と来賓用別荘だった洋館があったが、洋館のみが現存している。1918年（大正7年）の完成当初は洋館に加えて和館と付属施設2棟の4棟からなっていた。敷地の西端部には海龍王の祠がある。
洋館は1階が洋室、2階が和室の和洋折衷である。外観の正面にはロマネスク様式をモチーフとする5連の回廊アーチがある。1階の玄関天井のシャンデリアにはブドウのモチーフがある。2階の和室の床柱はブドウの木を用いており、付け書院の欄干にはブドウの透かし彫りがある。

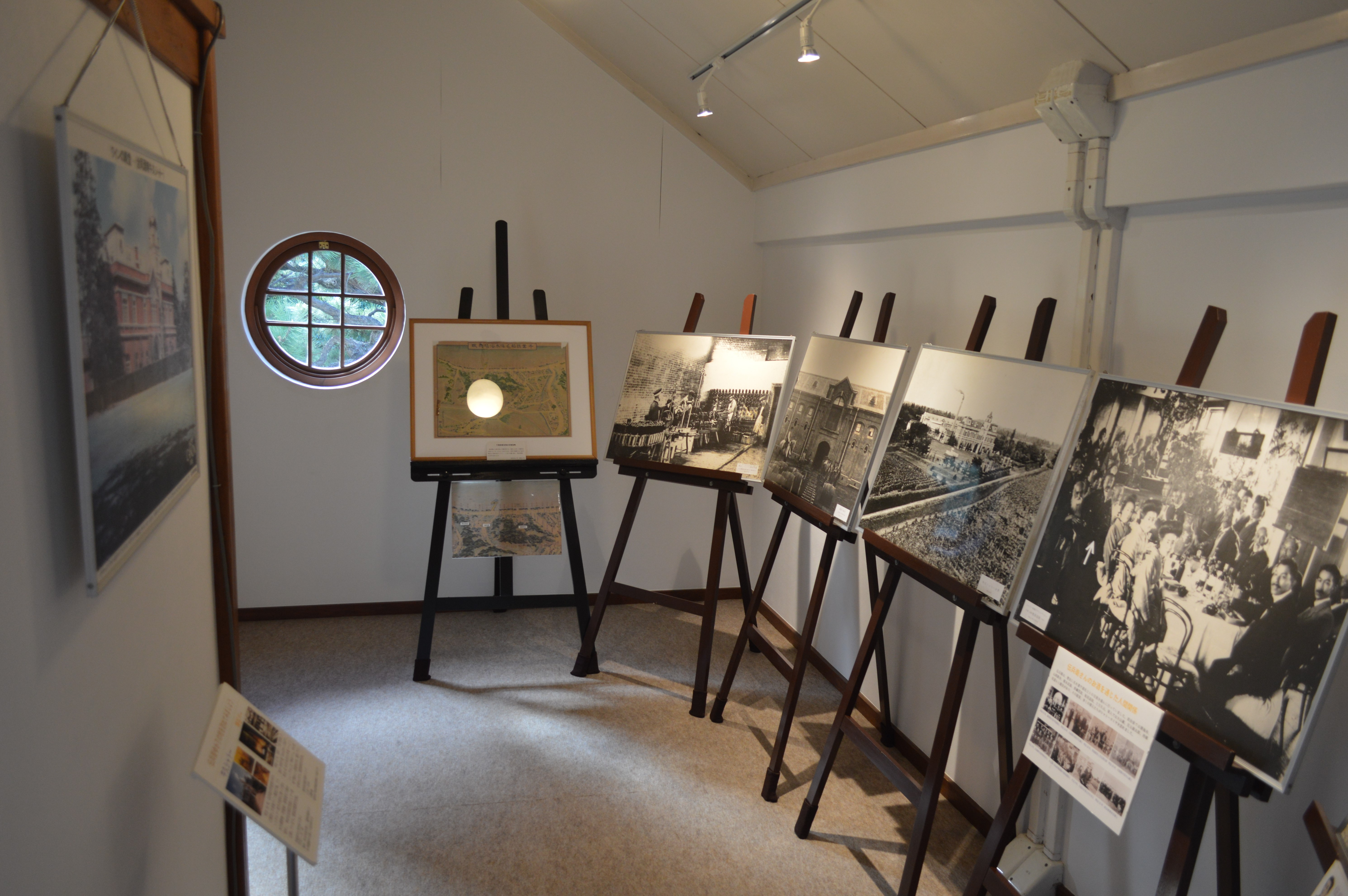
展示室
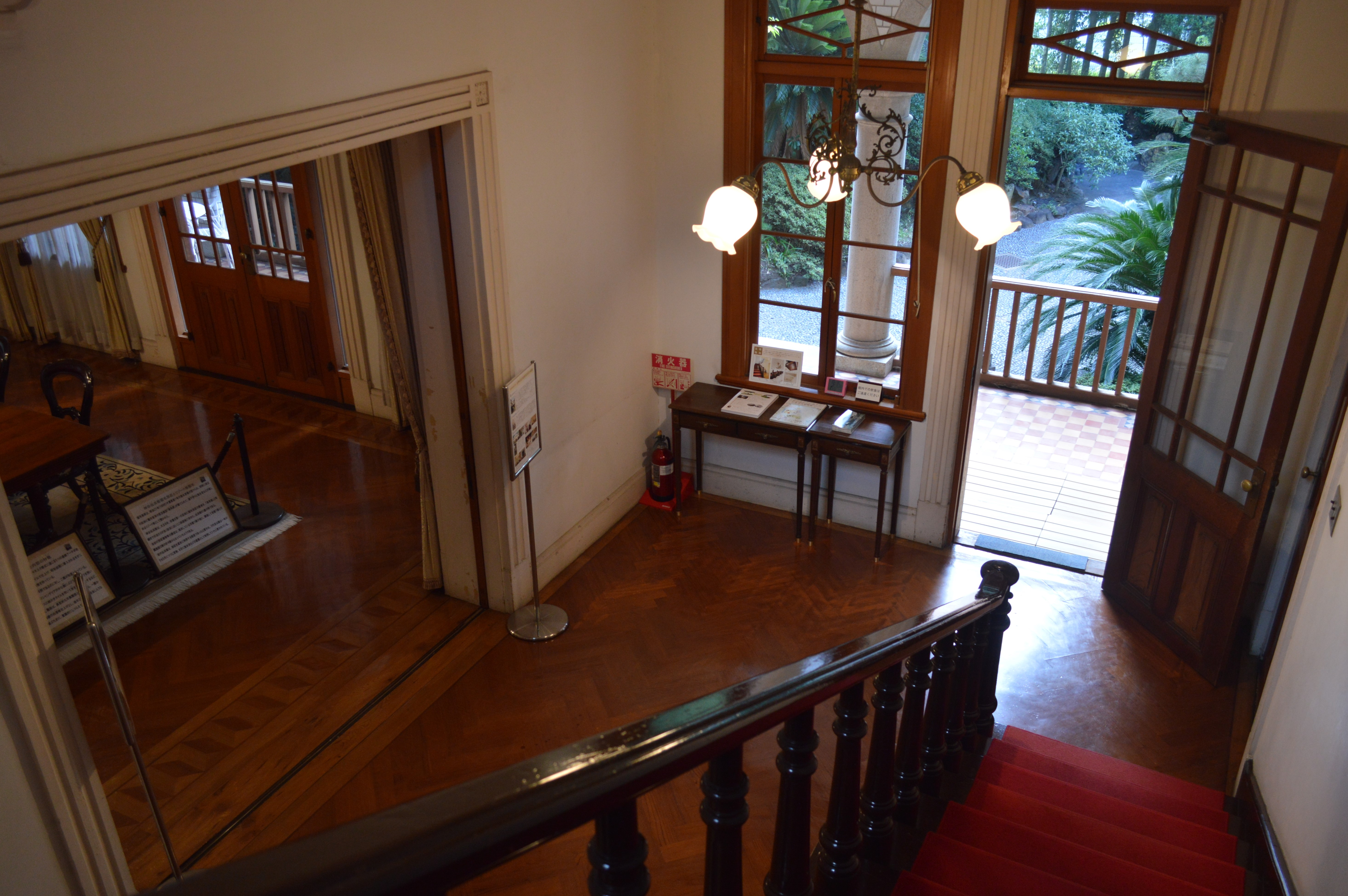
玄関
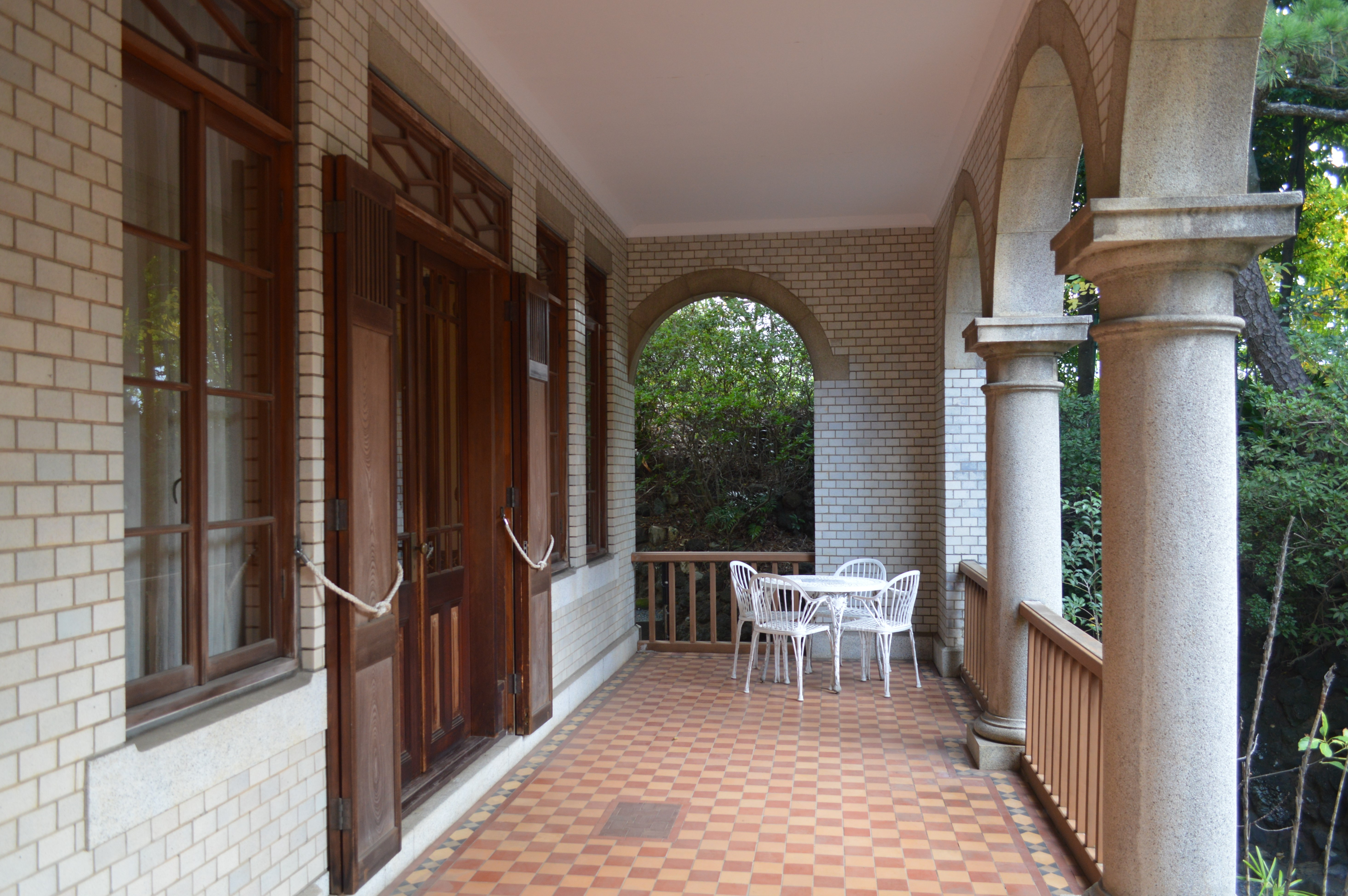
ポーチ
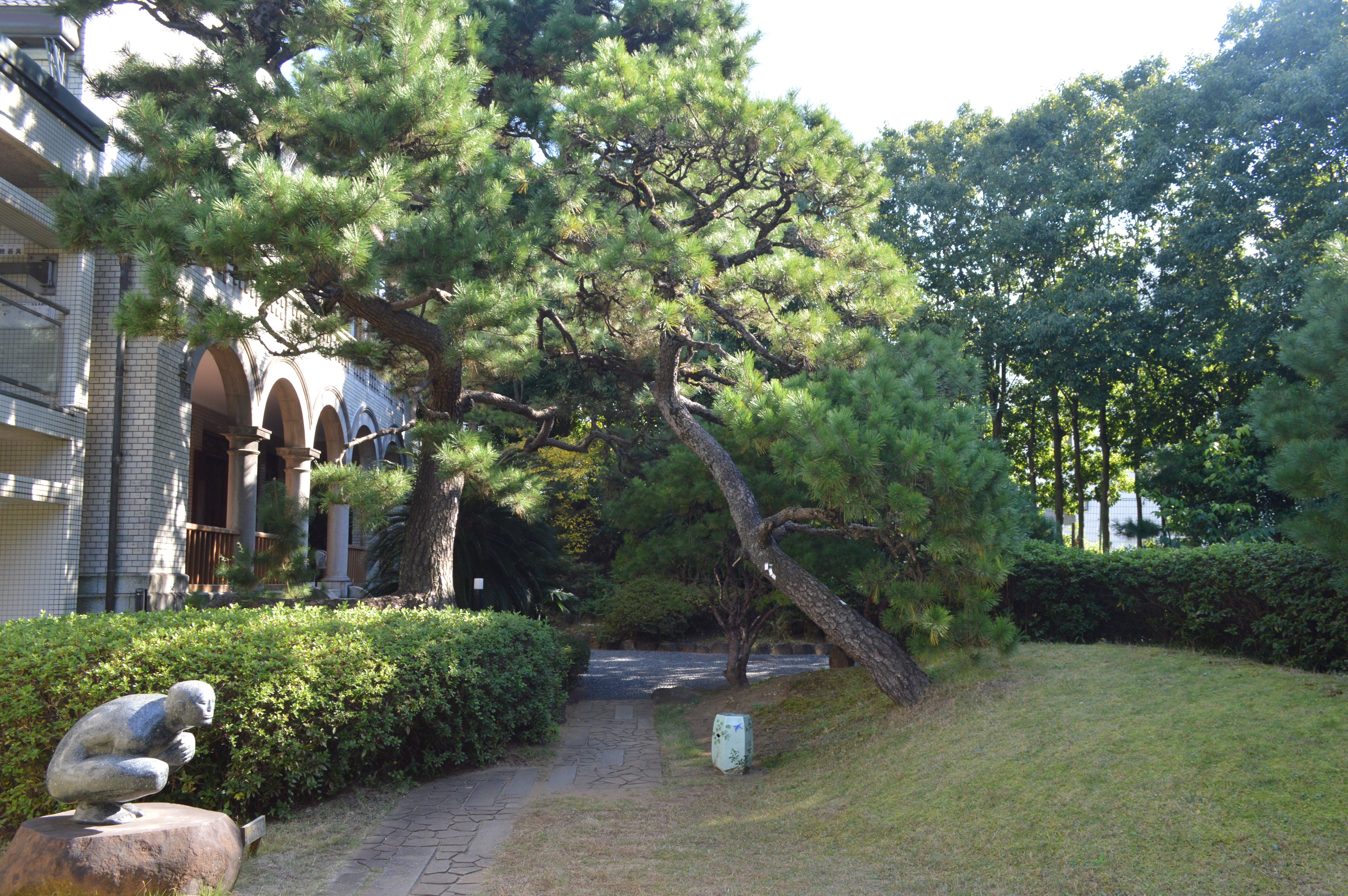
庭園

## 向島別荘
神谷傳兵衛が建てた別荘としては、稲毛別荘のほかに東京府本所区向島の向島別荘がある。1898年（明治31年）に婿養子である小林傳蔵（後の2代目神谷伝兵衛）がフランスから帰国すると、神谷傳兵衛は本宅から別宅の向島別荘に移って住まいとしている。

## 利用案内
- アクセス：京成千葉線京成稲毛駅から徒歩約10分[1]、またはJR総武本線稲毛駅から徒歩17分
- 営業時間：9:00～17:15
- 定休日：月曜、年末年始
- 入館無料[1]